# Pedro Velásquez
Pedro Antonio Velásquez Seguel (Ovalle, 5 de agosto de 1964-Santiago de Chile, 7 de diciembre de 2023) fue un contador, abogado y político chileno. Ejerció como alcalde de Coquimbo desde 1992 hasta 2006, siendo reelecto en tres oportunidades consecutivas, pero no alcanzando a terminar su último mandato, luego de ser declarado culpable por el delito de fraude al fisco, tras lo cual fue impedido de volver a ejercer dicho cargo público.
Se desempeñó como diputado de la República por el  distrito N.º 5, correspondiente a las comunas de; Andacollo, Canela, Combarbalá, Coquimbo, Illapel, La Higuera, La Serena, Los Vilos, Monte Patria, Ovalle, Paihuano, Punitaqui, Río Hurtado, Salamanca y Vicuña.

## Carrera política

### Alcalde
En las elecciones municipales de 1992 resulta elegido alcalde de Coquimbo, siendo reelecto en 1996, 2000 y 2004. Bajo su tercera y cuarta administración se realizaron numerosas obras que buscaban restaurar sectores históricos de la comuna y construir nuevas edificaciones para mejorar la calidad de vida de la población. Entre las obras realizadas se cuentan la remodelación de la Plaza de Armas de Coquimbo, la construcción del Domo Cultura Ánimas, la restauración de los edificios del denominado Barrio Inglés, el mejoramiento del Fuerte Lambert, la recuperación de la zona típica de Guayacán y la construcción de la Mezquita de Coquimbo. También se construyó el nuevo Casino Enjoy Coquimbo, dentro del cual se ubica el único hotel 5 estrellas de la región.

#### Fraude al fisco
En octubre de 2006 fue suspendido de su cargo como alcalde, tras ser acusado por los delitos de fraude al fisco y negociación incompatible. La querella fue interpuesta por la senadora Evelyn Matthei, quien denunció el abultamiento del precio en la compra de unos terrenos por parte de la Municipalidad de Coquimbo. Al conocerse el hecho, renunció a la Democracia Cristiana. Tras el juicio, el Tribunal Oral en lo Penal de La Serena lo condenó por el delito de fraude al fisco, al comprobarse que en el ejercicio de su cargo compró una parcela en 260 millones de pesos, la cual tenía un valor comercial de 110 millones. Su condena consistió en 300 días de pena remitida, inhabilitación perpetua para ser alcalde e inhabilitación para cualquier cargo público mientras dure la condena, así como el pago de 165 millones de pesos entre multas e indemnizaciones. Aurora Salamanca, quien vendió la parcela, fue condenada por delito de estafa.

### Diputado

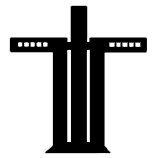
Símbolo de la candidatura independiente de 2009, inspirado en la Cruz del Tercer Milenio.

Pudo postular en la elección parlamentaria de 2009 debido a que la inhabilitación que formaba parte de su condena es sólo para postular nuevamente al cargo de alcalde, no así para otros cargos de elección popular. En las elecciones de ese año fue elegido diputado por el Distrito 8, que comprende las comunas de Coquimbo, Ovalle y Río Hurtado. 
En abril de 2013 fue elegido segundo vicepresidente de la Cámara de Diputados, gracias a los votos de parlamentarios de Renovación Nacional y la Unión Demócrata Independiente. La decisión fue criticada ya que al momento de ser elegido Velásquez aún debía más de 200 millones de pesos al municipio de Coquimbo por su anterior condena. El hecho fue llevado ante la comisión de ética de la Cámara, que lo suspendió de su cargo y lo instó a renunciar a su nuevo puesto. Dado que Velásquez no aceptó renunciar de forma voluntaria a la vicepresidencia, se llevó a cabo una censura en contra de la mesa directiva, con el fin de realizar una nueva votación. En esta segunda votación Velásquez fue reemplazado por Roberto Delmastro Naso.

### Actividad política posterior
En las elecciones parlamentarias de 2013 se presentó a la reelección militando en el Partido Regionalista de los Independientes. Velásquez obtuvo el 16,32% de los votos, lo que no fue suficiente para ser reelegido.
En las elecciones municipales de 2016 en Coquimbo, el partido Fuerza Regional Norte Verde había presentado dentro de su lista a concejales la candidatura independiente de Velásquez, sin embargo esta fue impugnada por el Partido Demócrata Cristiano ante el Tribunal Electoral Regional debido a que presenta deudas pendientes con el municipio luego de su destitución en 2006. La misma situación había ocurrido cuando en las elecciones municipales de 2008 intentó postular al concejo municipal apoyado por el Partido Comunista pero su postulación fue impugnada.
En 2017 volvió a postularse como candidato a diputado para las elecciones parlamentarias, siendo apoyado por la Federación Regionalista Verde Social. Fue elegido diputado con el 9,7% de los votos, la segunda mayoría dentro de su distrito.
Se inscribió como candidato a senador por la región de Coquimbo en las elecciones parlamentarias de 2021, con el apoyo del Partido Regionalista Independiente Demócrata (PRI) y como parte del pacto Chile Podemos Más, no resultando electo.

## Historial electoral

### Elecciones municipales de 1992
Alcalde y concejales para la comuna de Coquimbo

### Elecciones municipales de 1996
Alcalde y concejales para la comuna de Coquimbo

### Elecciones municipales de 2000
Alcalde y concejales para la comuna de Coquimbo

### Elecciones municipales de 2004
Alcalde para la comuna de Coquimbo

### Elecciones parlamentarias de 2009
- Elecciones parlamentarias de 2009 para el distrito 8 (Coquimbo, Ovalle y Río Hurtado)[16]

### Elecciones parlamentarias de 2013
- Elecciones parlamentarias de 2013, para el Distrito 8 (Coquimbo, Ovalle y Río Hurtado)[17]

### Elecciones parlamentarias de 2017
- Elecciones parlamentarias de 2017 para diputado por el Distrito 5 (Andacollo, Canela, Combarbalá, Coquimbo, Illapel, La Higuera, La Serena, Los Vilos, Monte Patria, Ovalle, Paihuano, Punitaqui, Río Hurtado, Salamanca y Vicuña)[14]

### Elecciones parlamentarias de 2021
- Elecciones parlamentarias de 2021 para senador por la 5° Circunscripción, Región de Coquimbo.[18]